# 모자이크 이론
모자이크 이론( - 理論, 영어: mosaic theory of intelligence gathering)은 미국 정보기관의 정보수집 방법 중의 하나로서, 그 자체로는 심문자나 피조사자 쌍방에게 아무런 의미도 없어 보이는 정보 조각들을 퍼즐처럼 짜맞추다 보면 전체 그림을 파악하는 데 결정적인 정보가 될 수 있다는 논리다.
페이스북을 통한 정보수집에 대해, 콜린 파월 전 미국 국무장관의 수석보좌관이었던 로런스 윌커슨(예비역 대령) 조지워싱턴 대학교 교수는 "미군의 모자이크 철학이 최신 방식은 아니지만, 컴퓨터 데이터 처리기법이 새로운 자극을 주었다”면서, “현장에 있는 신문자에겐 의미없는 것들이라도 토막 정보들을 모으면 큰 그림을 그릴 수 있다.”고 말했다.
2차 세계대전 당시 독일의 유명한 장군에게 ‘미국에 대해 어떻게 이런 자료를 다 모았느냐’고 했더니 ‘미국 신문에 난 걸 다 모아서 모자이크 맞추는 식으로 조합했더니 큰 그림이 그려지더라’고 말했다.
2013년 현재 미국 CIA는 전 세계 대사관에서 번역 아르바이트들을 통한 24시간 철야근무로 해당국 현지의 주요 일간신문을 매일 영어로 번역해 랭리의 CIA 중앙 서버에 전송하고 있다. 저작권 문제 때문에, 번역 기사의 외부 공개는 금지하고 있다. CIA는 위키백과를 기반으로 한 인텔리피디아를 내부에 설치하였다. 따라서, 비공개된 전 세계 일간신문의 비공개 기사들을 모자이크식으로 짜깁기 하는 인텔리피디아 편집자들을 다수 채용하고 있다는 의미로도 해석된다.
대북 통신감청 정보를 총괄하는 5679부대장 출신인 한철용 예비역 소장은, 통합진보당의 국방부 정보제출 요구에 대해 “한마디로 모자이크고 퍼즐 맞추기”라며 “조각 하나하나만 보면 무슨 의미인지 알 수 없지만 다 모아놓고 보면 의미 있는 그림이 나오는 것 아니겠느냐”고 밝혔다.
"모자이크이론"은 국가기밀과 관련하여 많이 사용되고 있다. 모자이크 이론이란 개별 내용으로는 기밀에 해당하지 않지만 이를 종합하면 전체로서 중요한 새로운 사실을 판단할 수 있는 정보가 드러나는 경우에는 단편적 사실의 기밀성을 인정하는 이론다. 하지만 모자이크이론에 대해서는 부정하는 견해가 있다. 이 이론에 따르면 누구나 알고 있으며 알 수 있는 공지의 사실이라도 하더라도 전문적 지식을 동원하여 이를 전체로서 종합할 경우에는 국가기밀에 해당하는 내용이 될 경우에 각 개별정보는 국가기밀성을 가지게 된다. 즉 일반인이 알고 있는 사실도 경우에 따라서는 기밀성이 인정된다는 점에서 이 이론에 대해서는 논란이있다.

## 위키백과
위키백과는 창설 이래 줄곧 로고 그림이 모자이크 퍼즐이다.

## 비판
모자이크 이론에 대해서는 시간이 많이 들고 엄청한 인권침해를 낳을 수 있다는 비판이 있다. 정보를 얻는 데 필요하다면 얼마든지 무고한 사람들을 구금해 신문할 가능성이 도사리고 있기 때문이다.
모자이크 이론을 통하여 국정원등의 정보기관의 예산 및 인력, 조직등을 밝히지 않는 것은 국민의 알권리를 침해할 수 있다. 또한 2013년도 문제가 되고 있는 국정원과 관련된 많은 사건들을 해결하기 여려운 과제로 만들수 있다.
모자이크 이론 전문가인 노스웨스턴 대학교의 조지프 마르길리스 교수는 “질 대신 양으로 승부하는 공허한 데이터 더미에 파묻힐 가능성이 있다. 컴퓨터가 모든 걸 알 수 있다는 생각은 신화”라고 비판했다.

## 같이 보기
- 직소 퍼즐
- 공개출처정보(OSINT)
- 특별수집서비스(en:Special Collection Service, SCS)
- 에드워드 스노든
- 모자이크 이론 (투자)(영어판)